# Liste der Bodendenkmale in Bersteland
Die Liste der Bodendenkmale in Bersteland enthält alle Bodendenkmale der brandenburgischen Gemeinde Bersteland und ihrer Ortsteile. Grundlage ist die Veröffentlichung der Landesdenkmalliste mit dem Stand vom 31. Dezember 2020. Die Baudenkmale sind in der Liste der Baudenkmale in Bersteland aufgeführt.
|    | Gemarkung         | Flur | Kurzansprache | Bodendenkmalnummer | Bemerkung | Bild |
| -- | ----------------- | ---- | --- | ------------------ | --------- | ---- |
| 1  | Freiwalde (Lage)  | 1    | Siedlung Neolithikum | 12076              |           |      |
| 2  | Freiwalde (Lage)  | 3    | Gräberfeld Eisenzeit, Gräberfeld Bronzezeit | 12077              |           |      |
| 3  | Freiwalde (Lage)  | 2    | Gräberfeld Bronzezeit, Gräberfeld Eisenzeit | 12078              |           |      |
| 4  | Freiwalde (Lage)  | 1    | Gräberfeld Bronzezeit, Gräberfeld Eisenzeit | 12079              |           |      |
| 5  | Freiwalde (Lage)  | 2    | Hort Bronzezeit | 12080              |           |      |
| 6  | Freiwalde (Lage)  | 1    | Siedlung slawisches Mittelalter | 12081              |           |      |
| 7  | Freiwalde (Lage)  | 1    | Siedlung Urgeschichte | 12082              |           |      |
| 8  | Freiwalde (Lage)  | 2    | Kirche Neuzeit, Hort Bronzezeit, Kirche deutsches Mittelalter, Dorfkern deutsches Mittelalter, Dorfkern Neuzeit, Friedhof deutsches Mittelalter, Friedhof Neuzeit | 12083              |           |      |
| 9  | Niewitz (Lage)    | 1, 2 | Friedhof deutsches Mittelalter, Friedhof Neuzeit, Kirche deutsches Mittelalter, Dorfkern deutsches Mittelalter, Kirche Neuzeit, Dorfkern Neuzeit                  | 12582              |           |      |
| 9  | Niewitz (Lage)    | 1    | Siedlung slawisches Mittelalter | 12584              |           |      |
| 9  | Niewitz (Lage)    | 3    | Siedlung Urgeschichte | 12587              |           |      |
| 9  | Niewitz (Lage)    | 1    | Siedlung Eisenzeit, Siedlung Bronzezeit | 12588              |           |      |
| 9  | Niewitz (Lage)    | 1    | Siedlung slawisches Mittelalter | 13137              |           |      |
| 10 | Reichwalde (Lage) | 1    | Burgwall deutsches Mittelalter | 12685              |           |      |
| 11 | Reichwalde (Lage) | 1,2  | Dorfkern deutsches Mittelalter, Dorfkern Neuzeit | 12880              |           |      |
| 12 | Reichwalde (Lage) | 1    | Wüstung deutsches Mittelalter | 12881              |           |      |